# サン・シブラーオ・ダス・ビーニャス

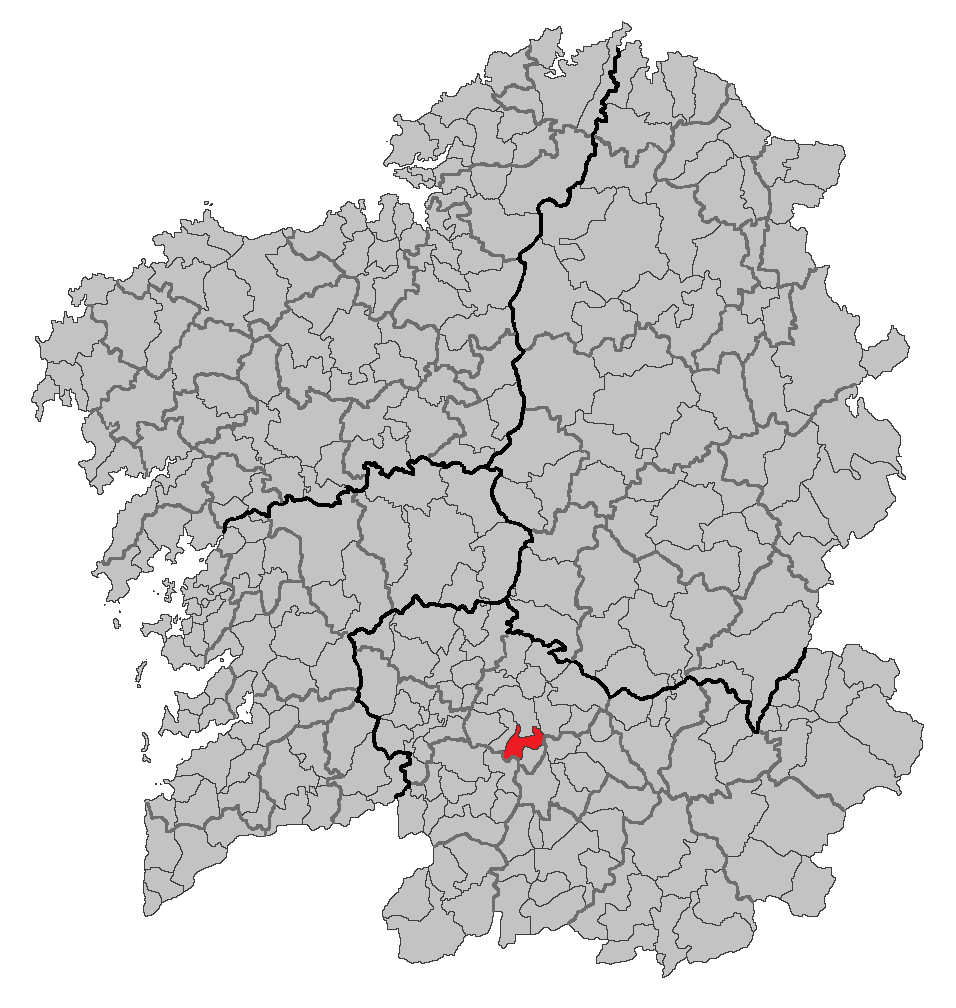

サン・シブラーオ・ダス・ビーニャス（San Cibrao das Viñas）はスペイン、ガリシア州、オウレンセ県の自治体、コマルカ・デ・オウレンセに属す。ガリシア統計局によると、2010年の人口は4,441人（2009年：4,310人、2004年：3,867人、2003年：3,840人）。住民呼称は、男女同形のcibrense。カスティーリャ語表記はSan Ciprián de Viñas（サン・シプリアン・デ・ビーニャス）。
ガリシア語話者の自治体人口に占める割合は94.99％（2001年）。

## 地理
サン・シブラーオ・ダス・ビーニャスはオウレンセ県の中北部に位置し、コマルカ・デ・オウレンセに属する。北はオウレンセと、東はオ・ペレイロ・デ・アギアールとパデルネ・デ・アジャリスと、南はタボアデーラとア・メルカと、西はバルバダスと隣接。自治体中心地区はサン・スブラーオ・ダス・ビーニャス教区のサン・スブラーオ・ダス・ビーニャス地区。
サン・シブラーオ・ダス・ビーニャスはオウレンセ司法管轄区に属す

### 人口
| サン・シブラーオ・ダス・ビーニャスの人口推移 1900－2010 |
|                                                         |
| 出典:INE（スペイン国立統計局）1900年 - 1991年、1996年 - |

## 政治
自治体首長はガリシア国民党（PPdeG）のエリーサ・ノゲイラ・メンデス（Elisa Nogueira Méndez）、自治体評議員はガリシア国民党：8、ガリシア社会党（PSdeG-PSOE）：2、ガリシア民族主義ブロック（BNG）：1となっている（2011年5月22日自治体選挙結果、得票順）。  
| 2011年5月22日の自治体選挙 |        |        |          |
| 政党                      | 得票数 | 得票率 | 獲得議席 |
| PPdeG                     | 1,844  | 64.34% | 8        |
| PSdeG-PSOE                | 508    | 17.73% | 2        |
| BNG                       | 458    | 15.98% | 1        |

## 教区
サン・シブラーオ・ダス・ビーニャスは7の教区に分けられる。太字は自治体中心地区のある教区。
- ガルガントス（サンタ・コンバ）
- ノアージャ（サン・サルバドール）
- パソス・デ・サン・クローディオ（サン・クローディオ）
- ランテ（サント・アンドレ）
- サン・スブラーオ・ダス・ビーニャス（サント・イルデフォンソ）
- サンタ・クルス・ダ・ラベーダ（サンタ・クルス）
- ソウトペネード（サン・ミゲル）